# Luteranismo nos Estados Unidos
O luteranismo chegou aos Estados Unidos por volta de 1640, e espalhou-se pela Nova Suécia, hoje existem cerca de 8 milhões de luteranos nos Estados Unidos da América. Reorus Torkillus foi o primeiro clérigo a chegar no país.[carece de fontes?]

## História
A Nova Suécia, uma colônia sueca no Vale do Delaware, na costa do Meio Atlântico, produziu o primeiro estabelecimento da Igreja Luterana na América. Reorus Torkillus, o primeiro clérigo luterano na América do Norte, chegou à Nova Suécia em 17 de abril de 1640. As raízes do luteranismo organizado na América do Norte remontam à formação do Ministério da Pensilvânia, o primeiro sínodo luterano na América do Norte. fundada em 1742 por Henry Muhlenberg.
A Federação Luterana Mundial inclui a Igreja Evangélica Luterana na América (ELCA) e a Igreja Evangélica Luterana no Canadá (ELCIC). A ELCA está em plena comunhão com a Igreja Episcopal, a Igreja da Morávia na América, a Igreja Presbiteriana (EUA), a Igreja Reformada na América, a Igreja Unida de Cristo e a Igreja Metodista Unida. O ELCIC está em plena comunhão com a Igreja Anglicana do Canadá.

## Organização
- ELCA

Mapa das 9 regiões da ELCA.

A ELCA é chefiada por um Bispo Presidente, que é eleito pela Assembleia da Igreja para um mandato de seis anos (era um mandato de quatro anos até 1995). Até o momento, quatro pessoas foram eleitas para o cargo de Bispo Presidente da ELCA. Herbert W. Chilstrom foi o primeiro Bispo Presidente de 1987 a 1995. Ele foi seguido por H. George Anderson (1995–2001), que já havia sido Presidente do Luther College. O terceiro Bispo Presidente foi Mark Hanson , ex-presidente da Federação Luterana Mundial, com sede em Genebra, Suíça. Hanson começou seu mandato como Bispo da Igreja em 2001 e foi reeleito em agosto de 2007 para um segundo mandato. Elizabeth Eaton foi eleita Bispa Presidente em agosto de 2013 e assumiu o cargo em 1º de novembro de 2013.[carece de fontes?]
- LCMS

O Igreja Luterana - Sínodo de Missouri tem uma forma modificada de política congregacional. Isto é diferente de alguns outros corpos luteranos que mantiveram a política episcopal ; entretanto, isso não é considerado um ponto de doutrina, já que o Sínodo está em comunhão com alguns corpos de igrejas luteranas na Europa que possuem uma estrutura episcopal.
O LCMS corporativo é formalmente constituído por dois tipos de membros: congregações autônomas locais que se qualificam para a adesão por acordo mútuo para aderir aos princípios declarados, e clérigos que se qualificam por meios similares. As congregações detêm o título legal de seus edifícios e outras propriedades da igreja, e chamam (contratam) e demitem seu próprio clero. Grande parte do trabalho prático da estrutura do LCMS é como uma corretora de empregos gratuita para unir os dois; também permite que as congregações trabalhem juntas em projetos muito grandes até mesmo para um consórcio local de congregações, como o trabalho missionário no exterior.

## Luteranos notáveis
- Steve Jobs (Empresário)
- Dale Earnhardt, Sr. (Atleta)
- David Letterman (Comediante)
- Jeff Bridges (Ator)
- David Hasselhoff (Ator)
- William H. Macy (Ator)
- Dana Carvey (Comediante)
- William Hurt (Ator)
- Lou Gehrig (Jogador)
- Dale Earnhardt, Jr. (Atleta)
- Jean Seberg (Atriz)
- Troy Aikman (Quaterback)
- Dale Earnhardt, Sr. (Atleta)
- John Mellencamp (Vocalista)
- Andy Richter (Apresentador)
- Peggy Lee (Cantora)
- Gretchen Carlson (Atriz)
- James Rebhorn (Ator)
- Ryan Kelley (Ator)
- Steve Zahn (Ator e comediante)
- Lyle Lovett ( Cantor)
- Max Carey (Jogador)
- Rick Steves (Autor)